# موسی خیر
موسی خیر حبیب‌اللهی (۱۳۲۰ اردبیل –۱۴۰۱) معروف به موسی خیر وزیر مشاور و ریاست سازمان برنامه بودجه در دولت رجایی بود.
او فارغ‌التحصیل دانشکده فنی دانشگاه تهران بود (۱۳۳۸–۱۳۴۴). پیش از انقلاب در ذوب آهن اصفهان فعالیت داشت (۱۳۴۶–۱۳۵۱) و پس از انتخاب رجایی به نخست زیری از سوی او به عنوان وزیر مشاور و ریاست سازمان برنامه بودجه به مجلس معرفی شد.
در زمان ریاست وی بر سازمان برنامه بودجه ۷۰ نفر از افراد منتسب به فراماسونری کنار گذاشته شدند. ۶۰۰ نفر از افراد نیز به سایر دستگاهایی که تحصیلاتشان به ان دستگاه مرتبط بود منتقل شدند.
وی در دولت میر حسین موسوی قایم مقام محمد غرضی در وزارت نفت بود.
او در زمان حضورش در وزارت نفت نیز با اجرای قانون پاکسازی نزدیک به ۳۰۰۰ نفر از ۸۵۰۰۰ نفر پرسنل این وزارت خانه را اخراج کرد.
او پس از تا پایان جنگ مسئول و مجری طرح‌های دفاعی کشور بود که در ذیل وزارت خانه‌های نفت و پست و تلفن و تلگران فعالیت می‌کرد. امور دفاعی و بازسازی را پیگیری می‌نمود.